# ديفيد إف. كيس
ديفيد إف. كيس (بالإنجليزية: David F. Case)‏ (1937، نيويورك في الولايات المتحدة - 3 فبراير 2018، لندن في المملكة المتحدة)؛ روائي أمريكي.

## روابط خارجية
- ديفيد إف. كيس على موقع IMDb (الإنجليزية)
- ديفيد إف. كيس على موقع قاعدة بيانات الفيلم (الإنجليزية)